# 瓦巴爾區
5°36′42″S 78°54′03″W / 5.6117°S 78.9007°W
瓦巴爾區（西班牙語：Distrito de Huabal），是秘魯的一個區，位於該國北部卡哈馬卡大區的哈恩省，始建於1985年1月3日，面積80.7平方公里，海拔高度1,785米，2005年人口7,901，人口密度每平方公里98人。